# Robert Priestley
Pour les articles homonymes, voir Priestley.
Robert Willerton Priestley est un chef décorateur américain né le 12 juin 1901 à New York (État de New York) et mort le 27 novembre 1986 à San Diego (Californie).

## Filmographie

### Cinéma (sélection)
- 1932 : Fils de Russie (Scarlet Dawn) de William Dieterle
- 1946 : Gilda de Charles Vidor
- 1947 : Le Procès Paradine (The Paradine Case) d'Alfred Hitchcock
- 1955 : Picnic de Joshua Logan
- 1955 : L'Homme du Kentucky (The Kentuckian) de Burt Lancaster
- 1955 : Marty de Delbert Mann
- 1957 : 3 h 10 pour Yuma (3:10 to Yuma) de Delmer Daves
- 1957 : Sayonara de Joshua Logan
- 1958 : Comme un torrent (Some Came Running) de Vincente Minnelli
- 1958 : La Chatte sur un toit brûlant (Cat on a Hot Tin Roof) de Richard Brooks
- 1960 : Celui par qui le scandale arrive (Home from the Hill) de Vincente Minnelli
- 1961 : Les Comancheros (The Comancheros) de Michael Curtiz
- 1963 : Le Téléphone rouge (A Gathering of Eagles) de Delbert Mann
- 1967 : Dans la chaleur de la nuit (In the Heat of the Night) de Norman Jewison

### Télévision (sélection)
- 1954-1957 : Rintintin (23 épisodes)
- 1959-1960 : Philip Marlowe (25 épisodes)
- 1960-1961 : The Andy Griffith Show (21 épisodes)
- 1963-1964 : Breaking Point (14 épisodes)
- 1965-1966 : Papa Schultz (13 épisodes)

## Distinctions
Oscar des meilleurs décors

### Récompenses
- en 1956 pour Picnic
- en 1958 pour Sayonara

### Nominations
- en 1956 pour Marty